# Дмитриевский Погост
Дмитриевский Погост — деревня в Кольчугинском районе Владимирской области России. Входит в состав городского поселения город Кольчугино.

## География
Расположена на берегу реки Пекши (приток реки Клязьмы) в 2 км на восток от районного центра города Кольчугино.

## История
В 1797 году на средства помещицы Анны Семеновны Чернцовой на Дмитриевском Погосте устроен каменный храм с такой же колокольней. Престолов в храме два: в холодном во имя Успения Пресвятой Богородицы, в приделе теплом во имя святого мученика Димитрия Солунского.
В конце XIX — начале XX века погост Дмитриевский входил в состав Завалинской волости Покровского уезда, с 1924 года был в Кольчугинской волости Александровского уезда. 
С 1929 до 2005 года деревня входила в состав Литвиновского сельсовета Кольчугинского района.

## Население
| 1859 |
| ---- |
| 17   |

| 1859 | 1905 | 1926 | 2002 | 2010 | 2021 |
| ---- | ---- | ---- | ---- | ---- | ---- |
| 17   | →17  | ↗21  | ↘7   | ↗14  | ↘8   |

## Достопримечательности
В деревне находится действующая церковь Успения Пресвятой Богородицы (1797).